# Joseph Perotaux
Joseph Peroteaux (ur. 8 stycznia 1883 w Nantes, zm. 23 kwietnia 1967 w Paryżu) – francuski szermierz, złoty medalista olimpijski.
Na igrzyskach olimpijskich w Paryżu w 1924 roku Francuzi w składzie: Lucien Gaudin, Philippe Cattiau, André Labatut, Roger Ducret, Henri Jobier, Jacques Coutrot, Guy de Luget i Joseph Perotaux zwyciężyli we florecie drużynowym. W rundzie finałowej, w pierwszym pojedynku Francuzi spotkali się z Włochami. W walce Gaudina z Aldo Bonim, przy wyniku 4:4 sędzia przyznał zwycięski punkt Francuzowi co rozwścieczyło Boniego, który obraził sędziego. Sędzia zażądał przeprosin, Boni odmówił, a włoska reprezentacja odśpiewała hymn Włoch i wycofała się z walki na znak protestu. W turnieju indywidualnym nie startował. Był to jego jedyny występ olimpijski.
Nie zdobył medalu mistrzostw świata.